# نابراد
نابراد (به مجاری:  Nábrád) یک منطقهٔ مسکونی در مجارستان است که در سابولچ-ساتمار-برگ واقع شده‌است. نابراد ۱۷٫۶۹ کیلومتر مربع مساحت و ۹۵۸ نفر جمعیت دارد.